# Tytus, Romek i A’Tomek księga XV
Tytus, Romek i A’Tomek księga XV – piętnasty komiks z serii Tytus, Romek i A’Tomek o przygodach trzech przyjaciół Tytusa, Romka i A’Tomka. 
Autorem scenariusza i rysunków jest Henryk Jerzy Chmielewski. Album ten ukazał się w roku 1982 nakładem Młodzieżowej Agencji Wydawniczej. Komiks ten wydany jest w układzie poziomym. Potocznie księga ta ma opis - Tytus geologiem. 

## Fabuła komiksu
Prof. T.Alent buduje nowy pojazd – wkrętacz i zaprasza Tytusa, Romka i A’Tomka do odbycia naukowej wyprawy w głąb ziemi. Przed wyruszeniem profesor szkoli załogę z zakresu podstaw geologii. W czasie wyprawy chłopcy odkrywają prehistoryczne zwierzę – kretana i trafiają na ślad legendarnej Atlantydy, którą zamieszkują żywe kryształy. Potem docierają do podziemnego państwa zamieszkałego przez krasnoludków, gdzie zostają zmniejszeni do ich rozmiarów. Po tym procesie wyruszają wraz z krasnoludkami na powierzchnię ziemi, gdzie przeżywają wiele przygód. Po czym szczęśliwie wracają do państwa krasnoludków. W tym czasie krasnoludkowie rozbierają wkrętacz na części. Chłopcy uciekają z ich państwa w zmniejszonej postaci. Po powrocie do laboratorium profesora za pomocą rakietek zabranych krasnoludkom przywracają sobie właściwe wymiary.

## Wkrętacz
Wkrętacz służy do poruszania się pod ziemią. Z przodu ma zamontowane ogromne wiertło złotego koloru, osadzony jest na czterech łapach. Część z kokpitem, w którym siedzą piloci pomalowana jest na kolor czerwony. Ma moc 20 000 kretów mechanicznych i dużą odporność na zgniecenia i temperaturę. Napędzany jest z akumulatorów. Posiada działo laserowe na przodzie, potrafiące niszczyć grube stalowe ściany. Wkrętacz został ostatecznie zniszczony poprzez rozebranie go przez podziemnych krasnoludków żyjących w totalitarnym państwie.

## Analiza
Krzysztof Grzegorzewski opisał ten tom jako "przełomowy" w kontekście analizy wpływu cenzury i propagandy na twórczość Chmielowskiego. W tomie pojawia się język ezopowy i aluzje polityczne, krytykujące system totalitarny (tu, panstwo krasnali). Grzegorzewski ocenil decyzję Chemielwskiego by w tomie zawrzeć ww. alegorystyczną krytykę systemu totalitarnego jako "wyjątkowo odważną".

## Wydania
- wydanie I 1982 - Młodzieżowa Agencja Wydawnicza, nakład: 150 000 egzemplarzy
- wydanie II 1984 - Młodzieżowa Agencja Wydawnicza, nakład: 300 000 egzemplarzy
- wydanie III 1990 - Agencja Wydawnicza Interster, nakład: 300 000 egzemplarzy
- wydanie IV 2000 - Prószyński i S-ka, nakład: 50 000 egzemplarzy
- wydanie V (wydanie zbiorowe jako Złota księga przygód V) 2004 - Prószyński i S-ka, nakład: 20 000 egzemplarzy
- wydanie VI 2009 - Prószyński Media